# Archicofradía de Jesús de Medinaceli (Madrid)
La Archicofradía Primaria de la Real e Ilustre Esclavitud de Nuestro Padre Jesús Nazareno es una cofradía de culto católico establecida en Madrid, que venera la imagen de Jesús de Medinaceli, de la que toma su nombre popular. Fue fundada el 16 de marzo de 1710 y su sede canónica es la Basílica de Jesús de Medinaceli, desde donde realiza anualmente su estación de penitencia por las calles de la ciudad el día de Viernes Santo dentro de las celebraciones de la Semana Santa en Madrid.
La particular devoción a su imagen titular, Nuestro Padre Jesús de Medinaceli, que recibe entre sus fieles y devotos el sobrenombre del Señor de Madrid, ha hecho que surjan bajo la misma advocación otras hermandades y cofradías en diferentes municipios españoles, así como en Miami, donde comparte culto con otra imagen española, la de María Santísima de la Esperanza Macarena de Sevilla.

## Historia de la cofradía
El 16 de marzo de 1710 se fundó la Real Congregación de Esclavos de Jesús Nazareno, con el fin de dar culto a la imagen de Jesús de Medinaceli, y fueron aprobadas sus reglas el 2 de septiembre del mismo año, y al siguiente se le añadió el título de la Santísima Trinidad y Redención de Cautivos, con el fin de ser agregada a la Orden Trinitaria y poder gozar de sus mismos privilegios espirituales.
La cofradía obtuvo el título de real en el mismo momento de su fundación, por la devoción que ha mostrado siempre a la imagen la familia Real Española, desde Fernando VII hasta el actual rey de España. Además, desde su fundación, el titular del Ducado de Medinaceli recibe el título de hermano mayor, por ser patrono desde antiguo de la iglesia donde se veneraba la imagen.
Desde el año 1819 el rey de España es protector de la Esclavitud. En 1928 fue elevada a la dignidad de archicofradía primaria, teniendo potestad de agrupar a cuantas congregaciones bajo la misma advocación lo soliciten; en la actualidad son cuarenta y dos las cofradías filiales existentes en España.

## Imagen de Jesús de Medinaceli
La imagen de Nuestro Padre Jesús de Medinaceli es una talla barroca de escuela sevillana, de principios del siglo XVII. Está atribuida al círculo de Juan de Mesa o sus discípulos Luis de la Peña o Francisco de Ocampo. Fue encargada por la comunidad de Padres Capuchinos de Sevilla y trasladada a la plaza fuerte española de La Mamora (costa atlántica de Marruecos), donde permaneció hasta 1682 que fue traído a España. Fue llevado por los trinitarios a Madrid, donde comenzó su devoción bajo el título de Jesús del Rescate, y en 1689 se erigió una capilla para su culto en unos terrenos cedidos por Juan Francisco de la Cerda y Enríquez de Ribera, VIII duque de Medinaceli (1637-1691), pasando el patronato a la familia. Ya en el siglo XX, la imagen fue traslada a Suiza en 1937 para participar en una exposición de obras de arte de la Sociedad de Naciones. Gracias a esta eventualidad la talla no sufrió deterioros irreparables durante la guerra civil española (1936 - 1939) periodo durante el que se perdieron muchas imágenes de Madrid. Los padres Capuchinos gestionaron su regreso a España en 1939.
Mide 173 centímetros de altura y representa a Jesucristo en el paso del Ecce Homo. Está tallada por completo, y dispone de un paño de pureza anudado a la cintura. El escultor reflejó el sufrimiento del momento representado en la mirada, así como en su posición curvada, producto del dolor de la flagelación. Dispone de cabello tallado, oculto tras una peluca natural.  Realiza su estación de penitencia en la tarde de Viernes Santo sobre un trono realizado por Francisco Palma Burgos en 1944 y restaurado en 2018 para ser portado por anderos. Su peso es de tres toneladas y media y cuatro metros del altura, el paso es llevado por 128 anderos. Dispone de un ángel en cada esquina, que sujetan candelabros de guardabrisas, y los faldones están bordados en oro con el escudo de la cofradía, y los de la Orden de los Capuchinos y de los Trinitarios. La imagen fue profundamente restaurada en el año 1997.
La imagen dispone de un ajuar compuesto de más de treinta túnicas, entre las que destaca una realizada en 1846, regalo del rey Francisco de Asís; tres coronas de plata sobredorada, una de espinas naturales y otra de oro macizo con incrustaciones de piedras preciosas, realizada en 1956 por joyeros madrileños, que utiliza únicamente el primer viernes del mes de marzo y el día de su estación de penitencia. También destaca en su ajuar una colección de escapularios, entre los que destaca uno de oro y piedras preciosas realizado en 1957 a juego con la corona de oro.